# Dryopteris tokyoensis
Dryopteris tokyoensis là một loài thực vật có mạch trong họ Dryopteridaceae. Loài này được (Matsum. ex Makino) C. Chr. miêu tả khoa học đầu tiên năm 1905.